# Evangelische Kirche Domfessel

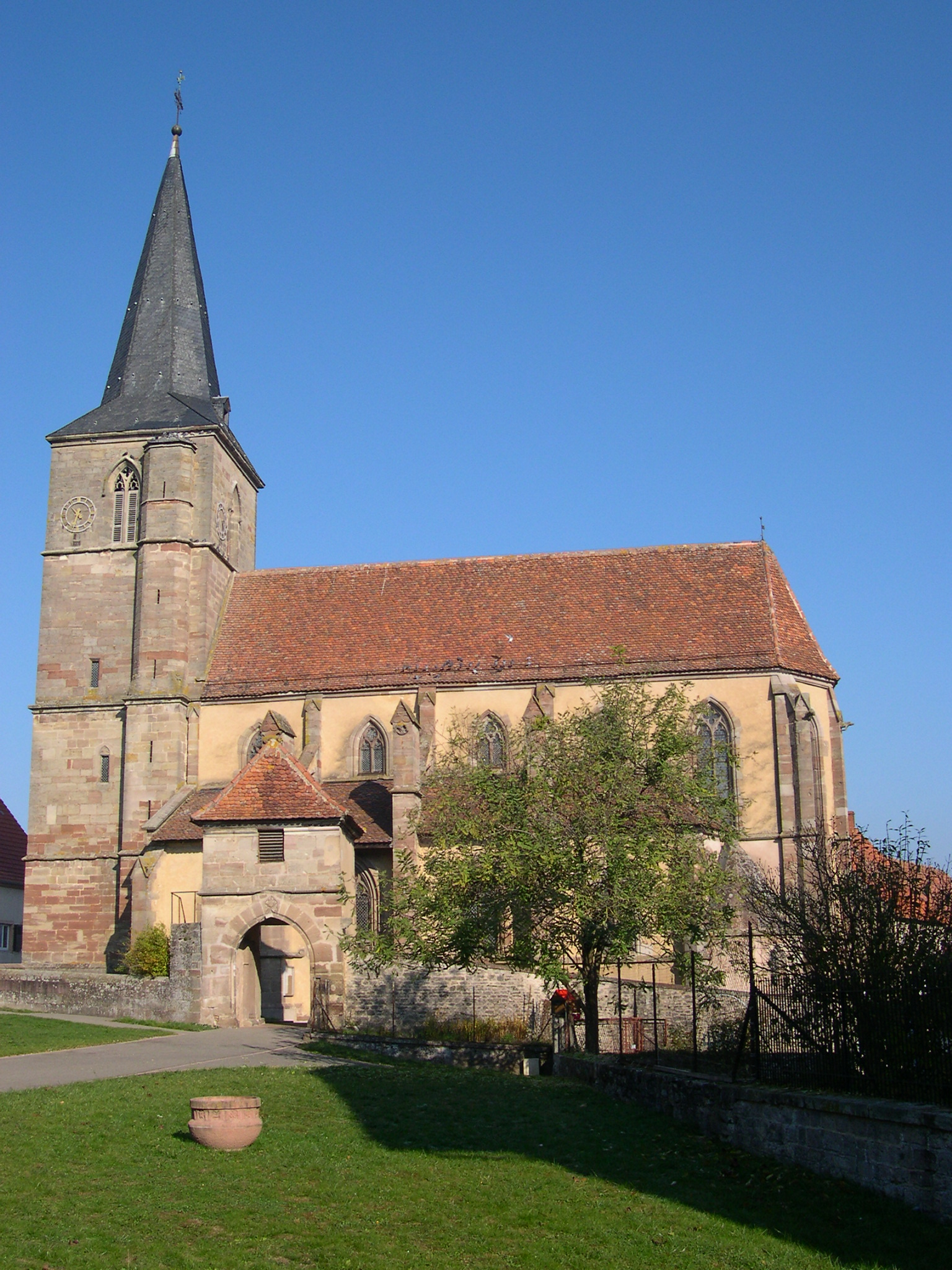
Gotische Kirche Domfessel; im Vordergrund die Wehrmauer mit Tor und aufgesetztem Wächterhäuschen

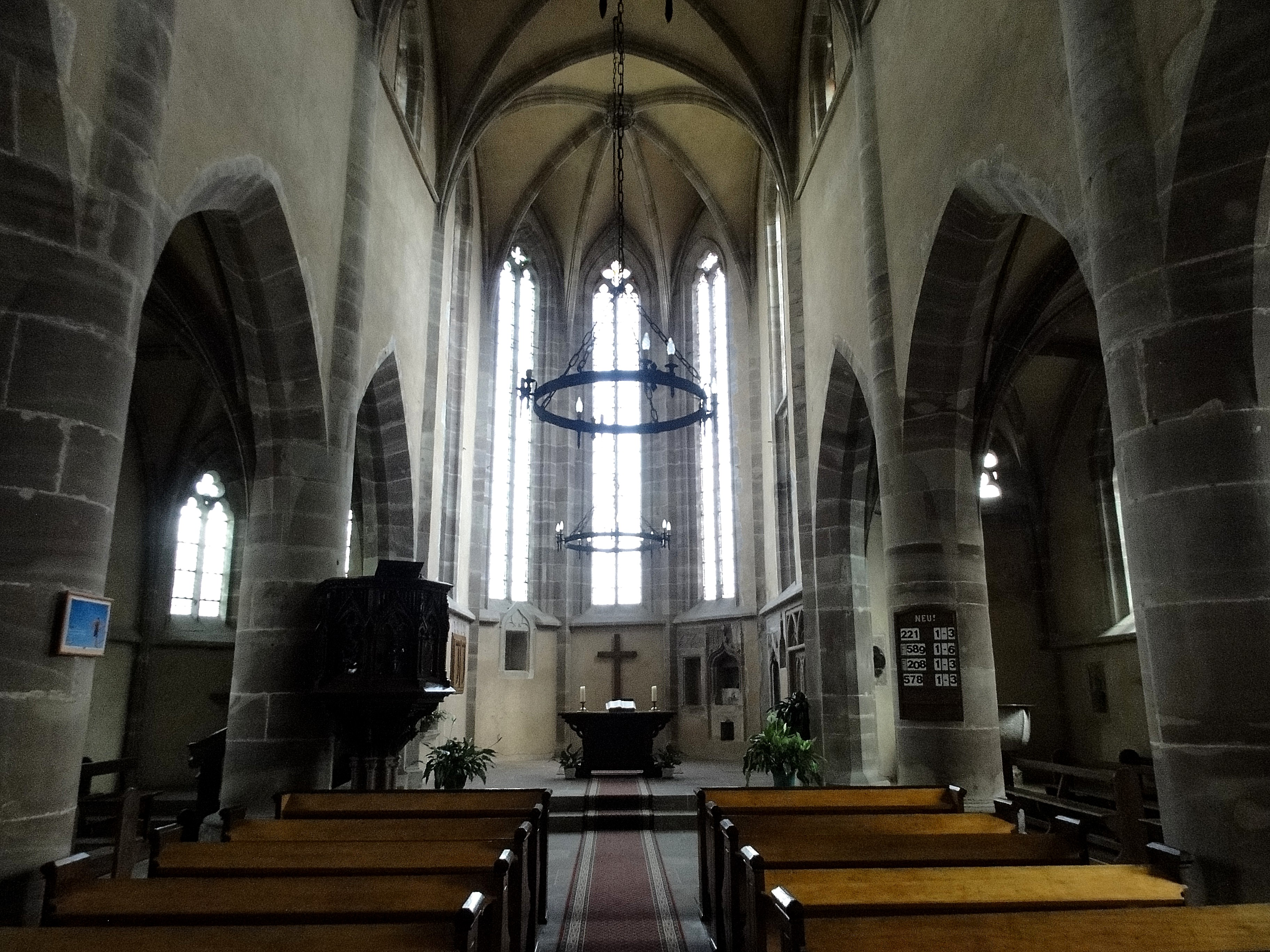
Mittelschiff und Chor

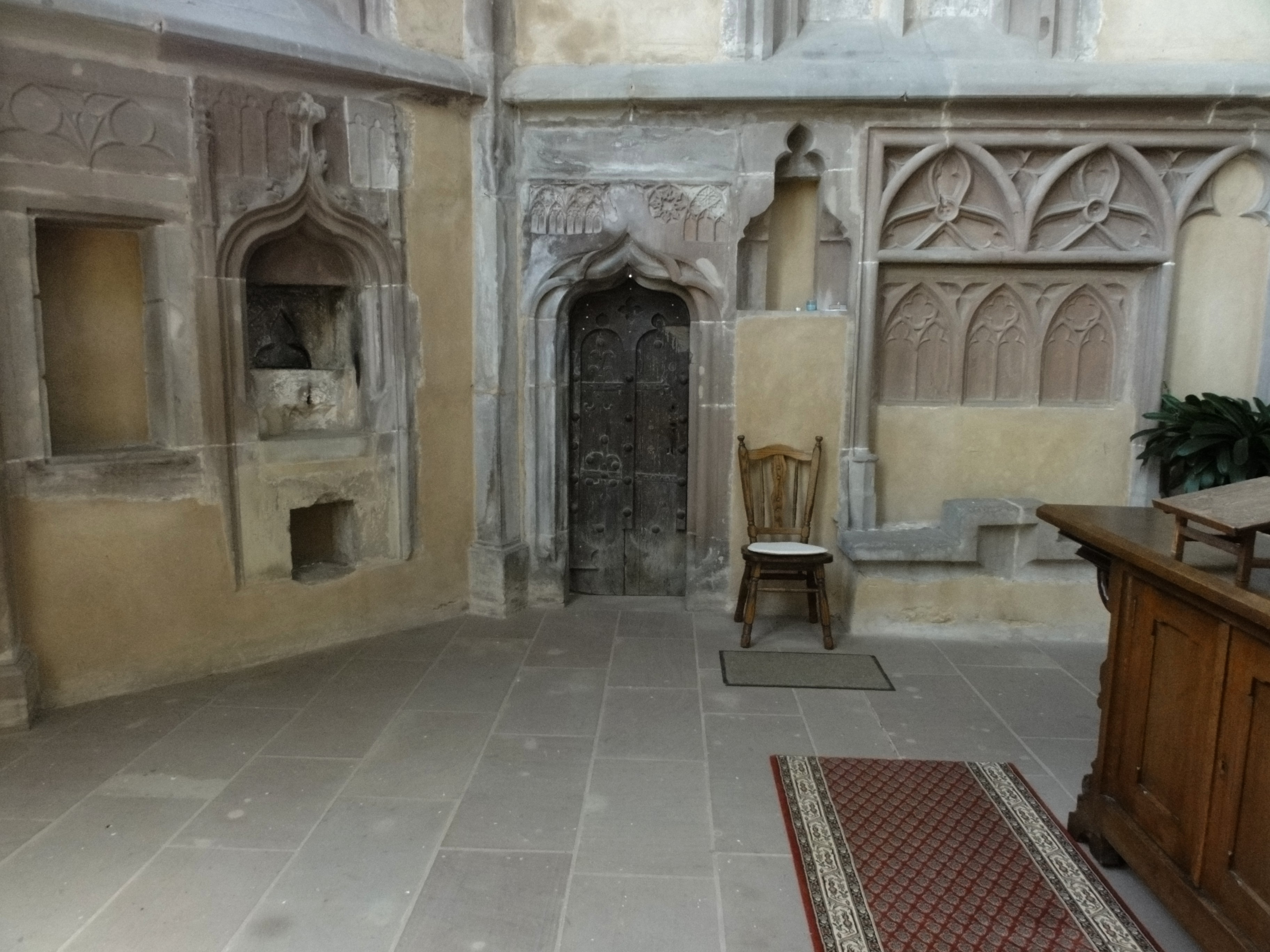
Nischen im Chor, in der Mitte Tür zur Sakristei

Die Evangelische Kirche in Domfessel (gelegentlich auch St-Gall nach dem ursprünglichen Patrozinium des hl. Gallus) ist ein Kirchengebäude der evangelisch-lutherischen Protestantischen Kirche Augsburgischen Bekenntnisses von Elsass und Lothringen. Sie stammt als ehemalige Wehrkirche aus dem 14. Jahrhundert und steht als Monument historique unter Denkmalschutz.

## Geschichte
Erbaut wurde die Kirche wohl auf Veranlassung von Heinrich III. von Saarwerden im zweiten Viertel des 14. Jahrhunderts. Seit dem 16. Jahrhundert dient sie der protestantischen Gemeinde als Gotteshaus. Im November 1877 wurde das Gebäude als Monument historique klassifiziert. Im Zweiten Weltkrieg wurde die Kirche stark beschädigt. Erst 1957 konnte sie renoviert werden. 

## Architektur
Die Kirche ist eine dreischiffige Basilika mit quadratischem Westturm und ⅝-Chor. Ein kräftiges Strebewerk stützt die Kirche äußerlich. Tierfiguren zieren die Pfeilerbekrönungen, teilweise auch in der Funktion als Wasserspeier. Die mittleren Chorstreben werden in der Wandzone von mehreckigen Säulen getragen. Die Nebenchöre sind zweiseitig geschlossen. Der obere Teil des Südportals ist als Fenster ausgebildet. Ein profiliertes Gewände umrahmt das Portal.
Die Hochwände des vierjochigen Langhauses ruhen auf sechs Säulen, deren Fortsetzung die Gewölbe trägt. Zwischen den Pfeilern sitzen als Durchgang vom Mittel- zu den Seitenschiffen Spitzbögen. Die Wände der Seitenschiffe sind mit spitzbogigen Mauerblenden verziert.
Im Chor sitzen hohe, schlanke Fenster. Auf der Südseite befindet sich eine Wandgliederung mit Maßwerk und Rosetten. Ursprünglich waren die Nischen im oberen Teil mit Kreuzrosetten ausgemalt. Eine Tür mit reliefverziertem Türsturz führt zu einem Kuppelraum, der als Sakristei genutzt wird. Eine geschmückte Nische diente als Piscinium. Auf der Nordseite befindet sich eine Sakramentsnische mit Okulus und eine weitere Vertiefung in der Wand.
Die Kirche war ursprünglich Wehrkirche. Eine Mauer umgibt das Gotteshaus. Den Zugang bildet ein Torgebäude mit aufgesetztem Wächterhäuschen. Von hier aus konnte man früher über einen Wehrgang über die Mauer patrouillieren. Der Turm mit spitzem Knickhelm war zu Zeiten der Wehrkirche eine Warte und kann nur vom Inneren der Kirche aus betreten werden. In der zweiten von vier Etagen befindet sich das Zimmer des Wächters. Auf der Südseite ist ein schmaler Treppenturm erkennbar. Der Turm hat in den drei unteren Geschossen nur schartenartige Fensteröffnungen. Lediglich die Schallöffnungen im obersten Geschoss sind als gotische Maßwerkfenster ausgeführt.

## Ausstattung
Die ursprünglichen Glasfenster wurden im Zweiten Weltkrieg auf Anordnung des Denkmalschutzamts in Straßburg ausgebaut und in Straßburg aufbewahrt. Sie kehrten nach dem Krieg allerdings nicht mehr zurück und wurden in einer Straßburger Kirche eingebaut. Die heutigen Fenster sind mit Farbenglas ausgestattet und Mitte der 1990er Jahre eingesetzt worden.